# Coppa COSAFA 2003
La Coppa COSAFA 2003 (2003 COSAFA Cup) fu la settima edizione della Coppa COSAFA, competizione calcistica per nazione organizzata dal Consiglio per le Associazioni Calcistiche dell'Africa del Sud (COSAFA). La competizione si svolse in forma itinerante dal 24 maggio al 5 ottobre 2003 e vide la partecipazione di otto squadre: Botswana, Madagascar, Malawi, Mozambico, Sudafrica, Swaziland, Zambia e Zimbabwe.

## Formula
- Qualificazioni

Sudafrica (come detentore del titolo), Malawi (come finalista dell'edizione precedente), Swaziland e Zambia (come semifinaliste dell'edizione precedente) sono qualificati direttamente alla fase finale. Rimangono 8 squadre per 4 posti disponibili per la fase finale.
Playoff - 8 squadre, giocano partite di sola andata. Le vincenti si qualificano alla fase finale.
- Fase finale

Fase a eliminazione diretta - 8 squadre, giocano partite di sola andata (eccetto la finale andata e ritorno). La vincente si laurea campione COSAFA.

## Squadre partecipanti
| Pr. | Squadra    | Data di qualificazione certa | Partecipante in quanto                              | Partecipazioni precedenti al torneo    | Ultima presenza |
| --- | ---------- | ---------------------------- | --------------------------------------------------- | -------------------------------------- | --------------- |
| 1   | Sudafrica  | -                            | Rappresentativa della nazione detentrice del titolo | 4 (1999, 2000, 2001, 2002)             | 2002            |
| 2   | Malawi     | -                            | Qualificata di diritto                              | 4 (1997, 2000, 2001, 2002)             | 2002            |
| 3   | Swaziland  | -                            | Qualificata di diritto                              | 4 (1999, 2000, 2001, 2002)             | 2002            |
| 4   | Zambia     | -                            | Qualificata di diritto                              | 6 (1997, 1998, 1999, 2000, 2001, 2002) | 2002            |
| 5   | Madagascar | 22 febbraio 2003             | Vincente del playoff della fase di qualificazione   | 1 (2002)                               | 2002            |
| 6   | Botswana   | 15 marzo 2003                | Vincente del playoff della fase di qualificazione   | -                                      | Esordiente      |
| 7   | Mozambico  | 22 marzo 2003                | Vincente del playoff della fase di qualificazione   | 4 (1997, 1998, 1999, 2002)             | 2002            |
| 8   | Zimbabwe   | 20 aprile 2003               | Vincente del playoff della fase di qualificazione   | 5 (1998, 1999, 2000, 2001, 2002)       | 2002            |

Nella sezione "partecipazioni precedenti al torneo", le date in grassetto indicano che la nazione ha vinto quella edizione del torneo, mentre le date in corsivo indicano la nazione ospitante.

## Fase finale

### Fase a eliminazione diretta

#### Tabellone
|  | Quarti di finale | Quarti di finale | Quarti di finale |  |  | Semifinali | Semifinali | Semifinali |          |   | Finale | Finale | Finale | Finale | Finale |  |
|  |                  |                  |                  |  |  |            |            |            |          |   |        |        |        |        |        |  |
|  | Botswana         | Botswana         | 1 (1)            |  |  |            |            |            |          |   |        |        |        |        |        |  |
|  | Malawi           | Malawi           | 1 (4)            |  |  | Malawi     | Malawi     | 1 (4)      |          |   |        |        |        |        |        |  |
|  | Zambia           | Zambia           | 4                |  |  | Zambia     | Zambia     | 1 (2)      |          |   |        |        |        |        |        |  |
|  | Mozambico        | Mozambico        | 2                |  |  |            |            |            |          |   | Malawi | Malawi | 1      | 0      | 1      |  |
|  | Sudafrica        | Sudafrica        | 0                |  |  |            |            | Zimbabwe   | Zimbabwe | 2 | 2      | 4      |        |        |        |  |
|  | Zimbabwe         | Zimbabwe         | 1                |  |  | Zimbabwe   | Zimbabwe   | 2          |          |   |        |        |        |        |        |  |
|  | Swaziland        | Swaziland        | 2                |  |  | Swaziland  | Swaziland  | 0          |          |   |        |        |        |        |        |  |
|  | Madagascar       | Madagascar       | 0                |  |  |            |            |            |          |   |        |        |        |        |        |  |

#### Quarti di finale
| Arbitro: | Infante |

|                |                      |             |
| Ntshingane 21’ | Marcatori            | 87’ Chavula |
|                | Tiri di rigore 1 – 4 |             |

| Arbitro: | Mpofu |

|                               |           |  |
| S. Dlamini 30’ M. Dlamini 51’ | Marcatori |  |

| Arbitro: | Raolimanana |

|  |           |            |
|  | Marcatori | 15’ Muhoni |

| Arbitro: | Katjimune |

|                                           |           |                      |
| Mwandila 51’, 80’ Milanzi 84’ Mbesuma 89’ | Marcatori | 44’ Tó 60’ Tico-Tico |

#### Semifinali
| Arbitro: | Mnkantjo |

|                |                      |            |
| Mwafulirwa 35’ | Marcatori            | 89’ Chalwe |
|                | Tiri di rigore 4 – 2 |            |

| Arbitro: | de Sousa |

|                |           |  |
| Ndlovu 3’, 53’ | Marcatori |  |

#### Finale
| Arbitro: | Bennett |

|                |           |                       |
| Mwafulirwa 83’ | Marcatori | 7’ Mbano 57’ Makonese |

| Arbitro: | Nkole |

|                       |           |  |
| Yohane 36’ Ndlovu 66’ | Marcatori |  |